# Campeonato Panamericano de Balonmano Junior Femenino de 2001
El IV Campeonato Panamericano de Balonmano Junior Femenino se disputó en Quebec, Canadá entre el 12 y el 16 de marzo de 2001 bajo la organización de la Federación Panamericana de Handball.. El torneo pone 2 plazas en juego para el Campeonato Mundial de balonmano Junior Femenino de Hungría 2001

## Grupo Único
| Equipo         | PTS | J | G | E | P | GF  | GC  | DG   |
| -------------- | --- | - | - | - | - | --- | --- | ---- |
| Brasil         | 10  | 5 | 5 | 0 | 0 | 155 | 43  | +112 |
| Argentina      | 8   | 5 | 4 | 0 | 1 | 137 | 65  | +72  |
| Canadá         | 6   | 5 | 3 | 0 | 2 | 111 | 99  | +12  |
| México         | 4   | 5 | 2 | 0 | 3 | 97  | 136 | -39  |
| Puerto Rico    | 2   | 5 | 1 | 0 | 4 | 78  | 163 | -85  |
| Estados Unidos | 0   | 5 | 0 | 0 | 5 | 62  | 134 | -72  |

### Resultados
| Fecha      | Hora  | Partido³    | Partido³ | Partido³       | Resultado |
| ---------- | ----- | ----------- | -------- | -------------- | --------- |
| 12.03.2001 | 17:30 | Brasil      | -        | México         | 34-07     |
| 12.03.2001 | 19:15 | Puerto Rico | -        | Estados Unidos | 27-23     |
| 12.03.2001 | 21:00 | Argentina   | -        | Canadá         | 25-17     |
| 13.03.2001 | 17:30 | México      | -        | Puerto Rico    | 26-20     |
| 13.03.2001 | 19:15 | Brasil      | -        | Argentina      | 13-11     |
| 13.03.2001 | 21:00 | Canadá      | -        | Estados Unidos | 23-09     |
| 14.03.2001 | 17:30 | Brasil      | -        | Puerto Rico    | 50-08     |
| 14.03.2001 | 19:15 | Argentina   | -        | Estados Unidos | 31-08     |
| 14.03.2001 | 21:00 | Canadá      | -        | México         | 30-20     |
| 15.03.2001 | 17:30 | Brasil      | -        | Estados Unidos | 24-06     |
| 15.03.2001 | 19:15 | Argentina   | -        | México         | 36-15     |
| 15.03.2001 | 21:00 | Canadá      | -        | Puerto Rico    | 30-11     |
| 16.03.2001 | 17:30 | Argentina   | -        | Puerto Rico    | 34-12     |
| 16.03.2001 | 19:15 | México      | -        | Estados Unidos | 29-16     |
| 16.03.2001 | 21:00 | Brasil      | -        | Canadá         | 34-11     |

| Brasil           |
| Campeón          |
| Brasil 3° título |

### Clasificación general
| 1. Brasil         |
| 2. Argentina      |
| 3. Canadá         |
| 4. México         |
| 5. Puerto Rico    |
| 6. Estados Unidos |

## Clasificados al Mundial 2001
| Bandera de Brasil | Bandera de Argentina |
| Brasil            | Argentina            |
| ----------------- | -------------------- |